# Kærfnokurt
Kærfnokurt (Tephroseris palustris), ofte skrevet kær-fnokurt, er en plante i kurvblomst-familien.
I Danmark er arten temmelig sjælden ved søbredder, i tørvemoser, på affaldspladser og strandenge, og den er regnet som en truet art på den danske rødliste.